# Estación de El Puerto de Santa María
El Puerto de Santa María, también denominada como Puerto de Santa María o El Puerto de Santamaría, es una estación de ferrocarril situada en la ciudad española de El Puerto de Santa María, en la provincia de Cádiz. Está ubicada en el exterior del centro histórico, cercano al río Guadalete. Dispone de servicios de Larga y Media Distancia. Forma parte también de la línea C-1 de Cercanías Cádiz.

## Situación ferroviaria
Se encuentra en el punto kilométrico 124,4 de la línea férrea de ancho ibérico Alcázar de San Juan-Cádiz. El kilometraje toma como punto de partida la ciudad de Sevilla, ya que este trazado va unido a la línea Sevilla-Cádiz posteriormente integrada por Adif en la ya mencionada línea Alcázar de San Juan-Cádiz. El tramo es de vía doble y está electrificado.
De esta línea se derivaban dos ramales, uno hacia el Trocadero y otro hacia Sanlúcar de Barrameda, que tenían su origen en la estación El Puerto de Santa María y que a día de hoy se encuentran desaparecidos.

## Historia

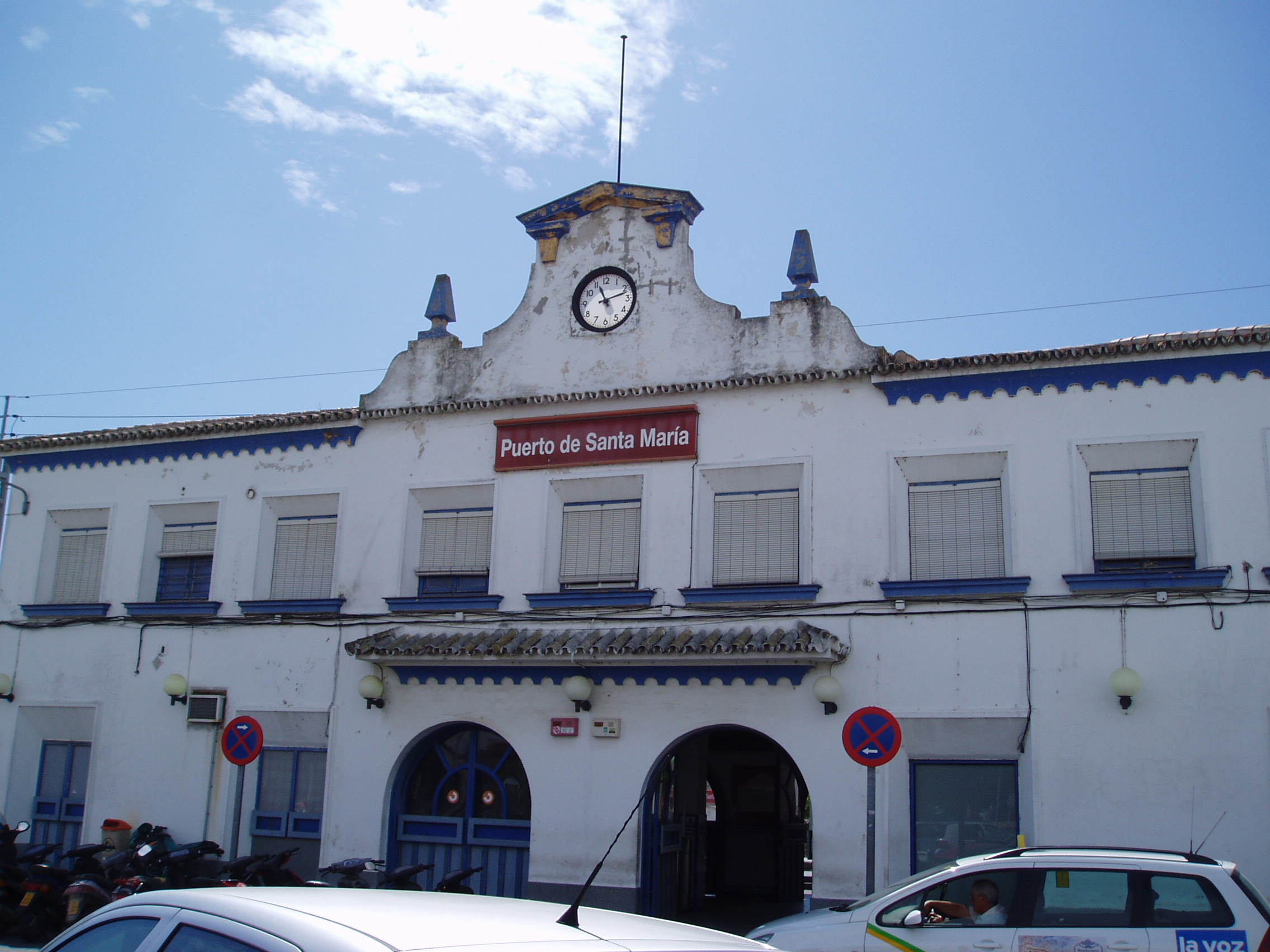
Antigua estación antes de su derribo.

La antigua estación de El Puerto de Santa María se encontraba anexa a la actual, donde hoy en día está el túnel que lleva a las Salinas de San José.  Es una de las más antiguas de Andalucía, por encontrarse en el primer tramo ferrocarril inaugurado en Andalucía. Este tramo pertenecía al tren del vino, obra de la Compañía de los Ferrocarriles de Sevilla a Jerez y de Puerto Real a Cádiz, para unir Jerez de la Frontera con el Muelle de Trocadero (Puerto Real) para la exportación del vino de Jerez. La concesión de este tramo perteneció a José Díez Fernández de la Somera, fundador del Banco de Andalucía.
Dicha estación, que sustituía otra anterior provisional, se inauguró en el año 1876 y pasó rápidamente a ser gestionada por la Compañía de los Ferrocarriles Andaluces, ya que esta se hizo con la línea férrea en 1877. En 1936, durante la Segunda República, Andaluces fue incautada debido a sus problemas económicos, y asignada la gestión de sus líneas férreas a la Compañía Nacional de los Ferrocarriles del Oeste. Esta situación no duró mucho, ya que en 1941, con la nacionalización de toda la red ferroviaria española, la estación pasó a manos de RENFE.
Ya en 1985 se clausura la histórica línea a Rota-Chipiona-Sanlúcar. En el año 2008, se abrió una nueva estación tras una serie de obras en el trazado ferroviario que dieron también lugar a la creación de una nueva parada en Valdelagrana. Las obras se enmarcaron dentro de la construcción de la línea de alta velocidad Sevilla-Cádiz. Esta línea será de ancho ibérico con traviesa polivalente, una vez las obras concluyan esta estación podrá acoger este tipo de servicio.

## Servicios ferroviarios

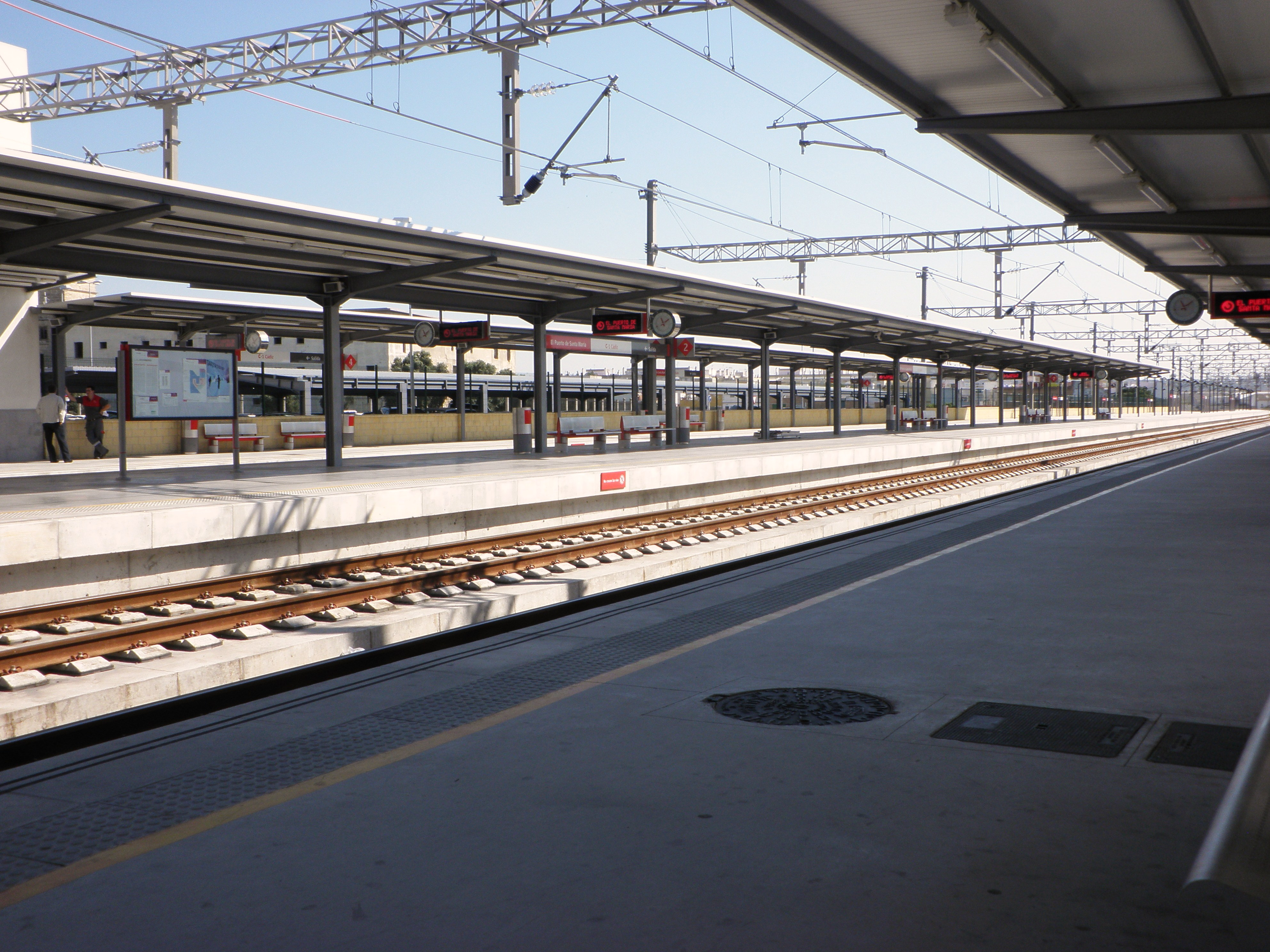
Aspecto de los andenes en 2009

### Larga Distancia
Tres Alvia diarios en ambos sentidos con parada en la estación unen El Puerto de Santa María con Cádiz y Madrid pasando por Sevilla, Córdoba o Ciudad Real.
La estación dispone de enlace directo con Barcelona mediante el InterCity Torre del Oro, que recupera desde 2021 la conexión cubierta por el Tren hotel hasta 2010.

### Media Distancia
Todos los trenes MD de la línea 65 que opera Renfe se detienen en la estación. Dicha línea cubre el trayecto Sevilla-Cádiz aunque algunas relaciones continúan o provienen de Córdoba o Jaén. El trayecto Jaén-Cádiz también se cubre diariamente con trenes Avant. 
Además, con los servicios de  MD se puede enlazar hacia Barcelona o Madrid desde la estación de Sevilla-Santa Justa con opción de billete combinado.

### Cercanías

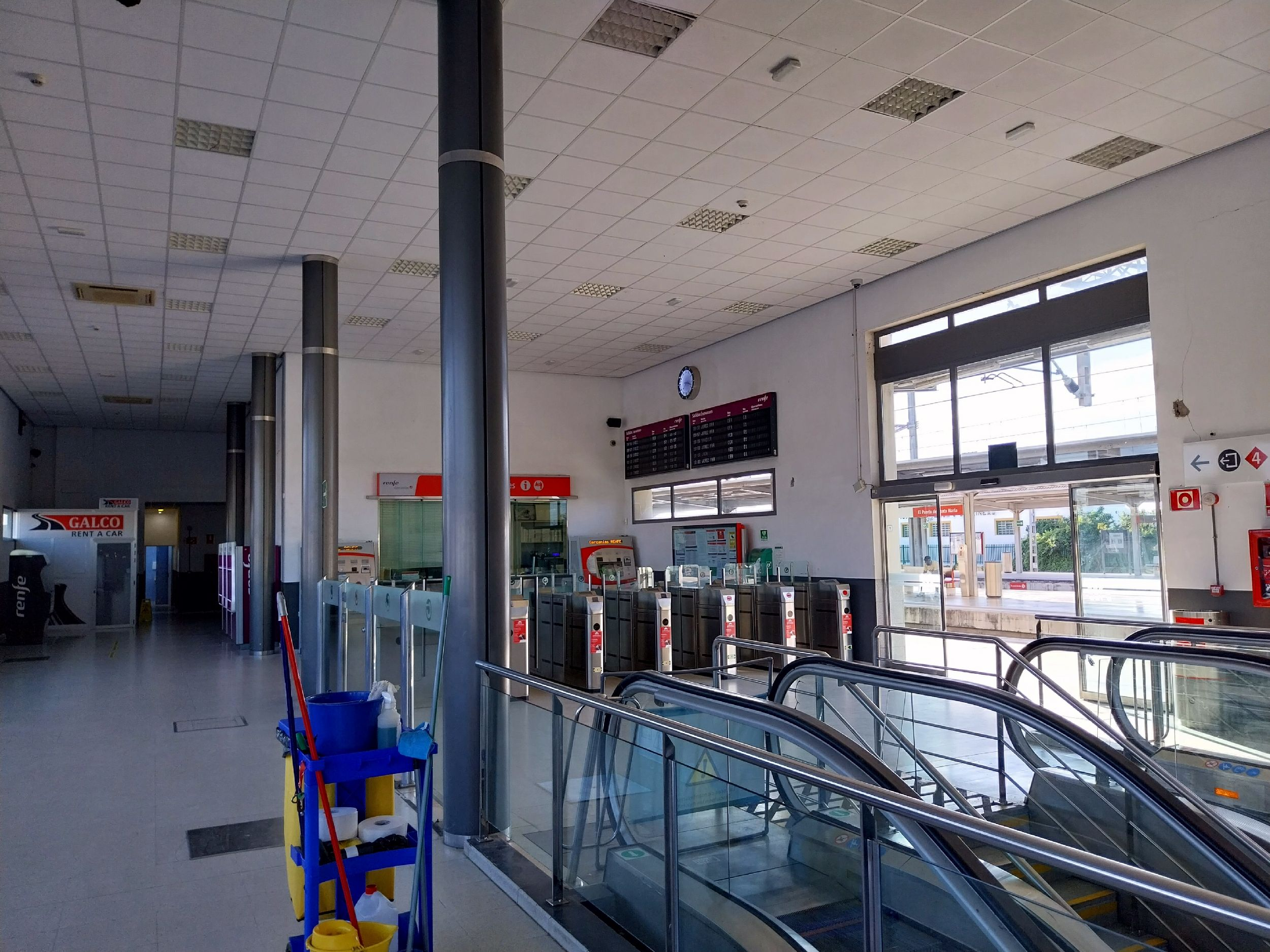
Torniquetes de acceso a los andenes

La estación tiene servicio de Cercanías con una frecuencia que oscila entre 15 y 60 min para estaciones situadas entre esta estación. Los fines de semana y festivos sólo circula un tren por hora en toda la línea. En el sistema tarifario de Cercanías Cádiz se ubica esta estación en la zona 4. De media los trayectos con Jerez y Cádiz se realizan en 10 y 38 minutos respectivamente. 

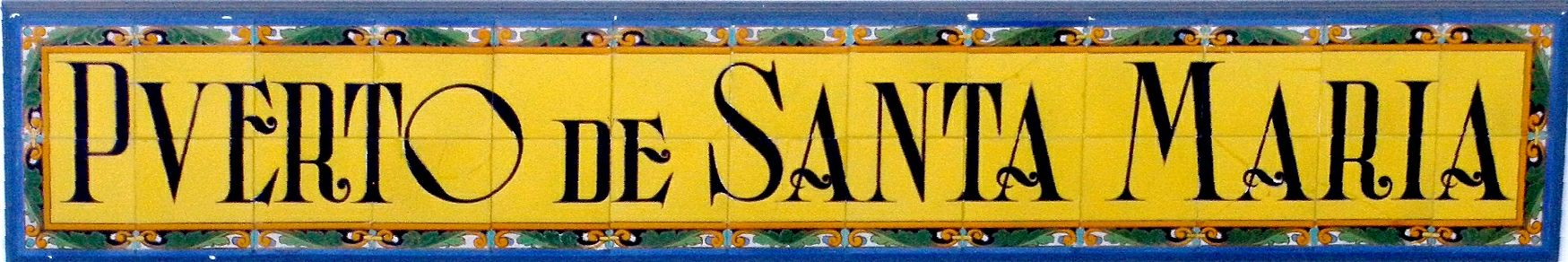
El letrero de azulejo de la antigua estación se ha preservado en la nueva

- Cádiz-Jerez (Aeropuerto)
- Jerez-Universidad